# The Mirraz
The Mirraz（ザ・ミイラズ）は、2006年に結成された日本のロックバンド。

## 概要
メンバーは畠山承平、佐藤真彦、中島ケイゾーの3人。
イギリスのロックバンド・Arctic Monkeys（アークティック・モンキーズ）の影響を受けており、一部からは「アークティック・モンキーズのパクリバンド」と批判の声もある。アークティック・モンキーズに限らず最新の洋楽を取り入れていく傾向が強く、畠山も自らそれを公言している。
バンド名は畠山が命名。イギリスのロックバンド・The Zombies（ザ・ゾンビーズ）のような「ザ・○○ズ」というかたちでモンスターっぽい名前をつけたいと考え、生み出した造語であり、実際は「mirra（ミイラ）」はポルトガル語であるため「ミイラズ」という言い回しは存在しない（ミイラは英語で「mummy」）。

## メンバー
- 畠山 承平（はたけやま しょうへい、1981年11月20日 - ）（ボーカル・ギター） 全楽曲の作詞・作曲・アレンジを手掛け、MV等も自作する。作詞作曲クレジットは「Showhey Hatakeyama」「Shohei Hatakeyama」「畠山承平」。
- 中島 ケイゾー（なかじま けいぞう、1983年7月13日 - ）（ベース） 2011年1月加入。
- 佐藤 真彦（さとう まさひこ、1982年2月19日 - ）（ギター） 2011年1月加入。

### 旧メンバー
- 吉岡 卓（よしおか すぐる）（ギター） ※オリジナルメンバー。2008年に脱退。
- 吉田 素子（よしだ もとこ）（ドラムス） 2008年に脱退。
- 和田 遼太郎（わだ りょうたろう）（ベース） ※オリジナルメンバー。2009年に脱退。
- 関口 塁（せきぐち るい、1988年10月14日 - ）（ドラム）2013年6月24日に脱退。現在はフレンズで活動中。
- 新谷 元輝（しんや げんき、1984年10月14日 - ）（ドラム） 2016年6月に脱退。

## 来歴
- 2006年09月 - 畠山と和田を中心に結成。
- 2006年10月 - 自主制作盤1stシングル「巻きしめたい」を発売。
- 2006年12月 - 自主制作盤『be buried alive』（通称0thアルバム）を発売。
- 2007年12月 - インディーレーベル「mini muff records」からVeni Vidi ViciousとのスプリットEP「NEW ROCK E.P」を限定リリース。

幾度かのメンバー・チェンジを経て関口が正式加入。サポート・ギタリストにKを迎えた4人編成となる。
- 2008年12月 - 1stアルバム『OUI! OUI! OUI!』をリリース。
- 2009年10月 - 2ndアルバム『NECESSARY EVIL』をリリース。
- 2009年11月 - 和田の脱退を発表。急遽サポートメンバーとして、QUATTROの中島慶三・佐藤真彦が加入。
- 2010年04月 - 『be buried alive』の自主製作盤の販売を終了し、全国流通盤をリリース。

QUATTROの2人に替わり、Czecho No Republicの武井優心・吉田アディムがサポートとして加入。
- 2010年05-06月 - the telephonesとの対バンツアーを敢行。

Czecho No Republicの2人に替わり、QUATTROを脱退した中島・佐藤が再びサポートとして加入。
- 2010年09月 - 3rdアルバム『TOP OF THE FUCK'N WORLD』をリリース。併せてタワーレコードの「NO MUSIC, NO LIFE?」ポスターに初登場。
- 2010年10-11月 - 「Top of the fuck'n world tour 2010 ~世界には行きません~」を敢行。全公演のチケットをソールドアウトさせる。
- 2011年01月 - 自主レーベル「KINOI RECORDS」を立ち上げ、ミニアルバム「We Are The Fuck'n World」をリリース。併せてサポートとして活動していた中島・佐藤が正式に加入。4人編成となる。
- 2012年01月 - 4thアルバム『言いたいことはなくなった』をリリース。
- 2012年07月 - ワンマンライブにてEMIミュージック・ジャパンへのメジャー移籍を発表。同年10月3日にメジャー1stシングルとして「僕らは/気持ち悪りぃ」（両A面）を発売することも併せて発表された。
- 2013年02月 - メジャー1stアルバム『選ばれてここに来たんじゃなく、選んでここに来たんだ』をリリース。
- 2013年6月24日- ドラムの関口塁が脱退。
- 2013年10月31日- 関口の脱退後、サポートとしてドラムを担当していた新谷元輝が正式に加入し、再び4人編成に。
- 2015年 - ユニバーサルミュージックと契約終了。自主レーベル「DEATH PYRAMID RECORDS」設立
- 2016年6月9日 - 原宿アストロホールの「Thanks GENKI!! 新谷元輝ラストライブ＆ミイラズ生ドラムとしてのラストライブ!!」をもって、新谷が脱退。脱退後は3名体制で活動[1]。
- 2019年7月28日 - マンガアプリ『GANMA!』（コミックスマート）連載漫画『氷流星☆アイスターズ』とのコラボレーション楽曲を6週に渡って配信リリース。

## ディスコグラフィー

### 配信限定シングル
|      | 発売日        | タイトル                                                                            |
| ---- | ------------- | ----------------------------------------------------------------------------------- |
| 1st  | 2017年5月6日  | D.O.G. is G.O.D                                                                     |
| 2nd  | 2017年5月13日 | レゾンデートルの存在理由                                                            |
| 3rd  | 2017年5月19日 | Ningenno Switch                                                                     |
| 4th  | 2017年5月27日 | 最近じゃデパートのオリジナルソングにすら 幸せを感じるんだ                           |
| 5th  | 2017年8月15日 | MoonSongBaby(City Funk Remix)                                                       |
| 6th  | 2017年8月21日 | ムームー・フムフム・ヌクヌク・アプアア・ククイ・ネネ・ナニ・ノア(Summer Funk Remix) |
| 7th  | 2017年8月28日 | 月の死体(Mad Funk Remix)                                                            |
| 8th  | 2019年7月28日 | ヒライアカル                                                                        |
| 9th  | 2019年8月4日  | ワスレタ                                                                            |
| 10th | 2019年8月11日 | The Days                                                                            |
| 11th | 2019年8月25日 | ダガー                                                                              |
| 12th | 2019年9月8日  | フルーツ                                                                            |
| 13th | 2019年9月22日 | ロンズデーライト                                                                    |

### その他
- split singleNEW ROCK E.P.　w/Veni Vidi Vicious （2007年12月19日）
僕はスーパーマン,つまり相対主義者は今日もどこかで迷って泣いて
- 1st demo巻きしめたい （自主制作盤・完売）
1.勇者になりたいさまようよろいは今日も一人で考える 2.ゾンゾンゾンビーズ 3.嘘つき 4.もっとMOD

## ミュージックビデオ
| 公開年 | 監督     | 曲名                                                                           |
| ------ | -------- | ------------------------------------------------------------------------------ |
| 2006年 | 畠山承平 | 勇者のようになりたいさまようよろいは今日も一人で考える                         |
| 2006年 | 畠山承平 | Zom!Zom!Zombies!(427ver.)                                                      |
| 2008年 | 畠山承平 | CANのジャケットのモンスターみたいのが現れて世界壊しちゃえばいい                |
| 2008年 | 畠山承平 | シスター                                                                       |
| 2009年 | 畠山承平 | check it out! check it out! check it out! check it out!                        |
| 2009年 | 畠山承平 | なんだっていい／／／／／／                                                     |
| 2009年 | 畠山承平 | 神になれたら                                                                   |
| 2009年 | 畠山承平 | 5.5.5st                                                                        |
| 2009年 | 畠山承平 | イフタム！ヤー！シムシム！                                                     |
| 2009年 | 畠山承平 | Let's GO!                                                                      |
| 2010年 | 畠山承平 | ハッピーアイスクリーム                                                         |
| 2010年 | 畠山承平 | 君の料理(レシピNo.2027)                                                        |
| 2010年 | 畠山承平 | ふぁっきゅー                                                                   |
| 2010年 | 畠山承平 | TOP OF THE FUCK'N WORLD                                                        |
| 2011年 | 畠山承平 | あーあ                                                                         |
| 2011年 | 畠山承平 | We are the fuck'n world                                                        |
| 2011年 | 畠山承平 | ソシタラ ～人気名前ランキング2009、愛という名前は64位です～                    |
| 2011年 | 大野敏嗣 | 観覧車に乗る君が夜景に照らされてるうちは                                       |
| 2011年 | 畠山承平 | ラストナンバー                                                                 |
| 2012年 | 畠山承平 | i want u                                                                       |
| 2012年 | 畠山承平 | 朝、目が覚めたら                                                               |
| 2012年 | 田辺秀伸 | 僕らは                                                                         |
| 2012年 | 畠山承平 | 気持ち悪りぃ                                                                   |
| 2012年 | 畠山承平 | 傷名                                                                           |
| 2012年 | 畠山承平 | うるせー                                                                       |
| 2013年 | 畠山承平 | スーパーフレア                                                                 |
| 2013年 | 畠山承平 | S.T.A.Y.                                                                       |
| 2013年 | スミス   | 真夏の屯田兵～yeah!yeah!yeah!～                                                |
| 2013年 | 畠山承平 | 名曲                                                                           |
| 2013年 | 畠山承平 | NEW WORLD                                                                      |
| 2013年 | 畠山承平 | Fireworks                                                                      |
| 2014年 | 番場秀一 | この惑星のすべて                                                               |
| 2014年 | 畠山承平 | 世界一キレイなもの                                                             |
| 2014年 | 畠山承平 | プロタゴニストの一日は                                                         |
| 2014年 | 畠山承平 | レイトショーデートしよう                                                       |
| 2015年 | 畠山承平 | マジか。そう来たか、やっぱそう来ますよね。はいはい、ですよね、知ってます。     |
| 2015年 | 畠山承平 | つーか、っつーか                                                               |
| 2016年 | 畠山承平 | パンドラの箱、ツンデレっすね                                                   |
| 2016年 | 畠山承平 | まざーふぁっかー！！！                                                         |
| 2016年 | 畠山承平 | そして、愛してる                                                               |
| 2017年 | 畠山承平 | ペ・ル・ソ・ナ～邪魔しないでよ～                                               |
| 2017年 | 畠山承平 | Get Money                                                                      |
| 2017年 | 畠山承平 | バタフライエフェクトを語るくらいの善悪と頑なに選択を探すマエストロのとある一日 |
| 2017年 | 畠山承平 | ヤグルマギク                                                                   |
| 2017年 | 畠山承平 | DAWN                                                                           |
| 2018年 | 畠山承平 | 格闘ゲーム                                                                     |
| 2018年 | 畠山承平 | Only Only Only                                                                 |

## タイアップ
| タイトル                   | タイアップ先                                                                                               |
| -------------------------- | --- |
| 傷名                       | テレビ朝日系「Musicる TV」12月度エンディングテーマ テレビ東京系「JAPAN COUNTDOWN」12月度オープニングテーマ |
| NEW WORLD                  | 映画『夜空はいつでも最高密度の青色だ』エンディング曲                                                       |
| アスファルテームの味がする | スマートフォン専用ゲーム「スカッズ～最凶の絆～」イメージソング                                             |
| この惑星のすべて           | テレビ東京系コメディ番組「雨天中止ナイン」エンディングテーマ                                               |
| スーパーフレア             | テレビ朝日系 「musicるTV」 2月度オープニングテーマ曲                                                       |
| 世界一キレイなもの         | テレビ東京系バラエティ番組「ゴッドタン」エンディングテーマ                                                 |
| なぁ？なぁ？なぁ？         | テレビ東京系アニメ「闇芝居」第三期エンディングテーマ                                                       |

## 出演
- 2009年11月30日 - テレビ朝日系「スト☆ファイ～The Street Fighters」
- 2011年01月26日 - フジテレビ系「FACTORY」
- 2011年06月24日 - TBS系「ザキ神っ! 〜ザキヤマさんとゆかいな仲間たち〜」
- 2012年01月27日・2014年06月06日・10月17日・2015年03月06日・04月24日 - テレビ東京系「音流〜On Ryu〜」
- 2012年09月28日・2013年02月15日 - テレビ東京系「ロック兄弟」
- 2012年10月02日 - 日本テレビ系「音龍門」
- 2013年01月06日 - NHK「MUSIC JAPAN」
- 2013年02月15日 - フジテレビ系「めざましテレビ」
- 2013年02月22日 - TBS系「BLITZ INDEX」
- 2013年03月26日 - TBS系「エン活!」
- 2013年06月07日 - テレビ朝日系「ミュージックステーション」
- 2014年05月26日・10月06日 - テレビ東京系「プレミアMelodiX!」

## 電子”xyaラス兄◯z
畠山承平が総合プロデュースを担当するバンド。2019年The Mirrazの自主レーベルKinoi,inc.よりデビュー。メンバーはボーカル&ギター「キノイ君」、ベース「カンオケ君」、シンセサイザー「ピラ美ちゃん」、ドラム「アクマ君」の4名。

### ディスコグラフィー
|        | 発売日        | タイトル                      |
| ------ | ------------- | ----------------------------- |
| 1st    | 2019年4月1日  | Cú Chulainn（クー・フーリン） |
| 2nd    | 2019年5月20日 | Exactly                       |
| 3rd    | 2019年6月29日 | I did it                      |
| 4th    | 2019年7月31日 | Betray                        |
| 5th    | 2019年8月31日 | everydayeverytimeeverything   |
| 1st EP | 2021年8月24日 | TOKYO ANIMAL STORY EPISODE1   |

### インタビュー
- ぴあ（2012年）
- 渋谷Eggman(2012年2月)
- ナタリー(2012年10月)
- JUNGLELIFE(2012年10月)
- HMV(2012年10月)
- Skream!(2013年2月)
- WHAT's IN? WEB(2014年5月)